# Utazás a Holdba (regény, 1865)

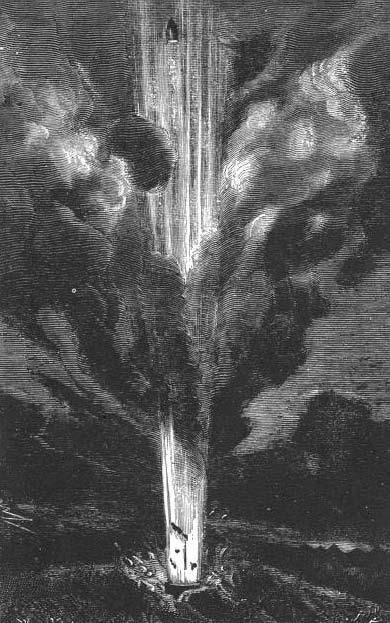
A lövedéket (középen, fent) fellövi a földbe süllyesztett speciális ágyú

Az Utazás a Holdra (De la Terre à la Lune, trajet direct en 97 heures 20 minutes) Jules Verne francia író 1865-ben megjelent tudományos-szatirikus regénye, sci-fije. Először 1865. szeptember 14. és október 14. között a Journal des debats politiques et littéraires újságban jelent meg folytatásban, majd Pierre-Jules Hetzel adta ki könyvként a Különleges utazások sorozatban 1865. október 25-én. 1872. szeptember 16-án a Hetzel és fia először adta ki egy kötetben az Utazás a Holdba regényt és folytatását, az Utazás a Hold körül (Autour de la Lune) regényt, amelyet szintén Verne írt. E két regény főhősei a szereplői az 1889-es Világfelfordulás (Sans dessus dessous) Verne-regénynek is, ám annak története nem folytatása az előző kettőnek.
A folytatásos közlésre azért a Journal des debats politiques et littéraires újságban került sor, mert Hetzel saját lapjában, a Magasin d'éducation et de récréation magazinban ekkor a Hatteras kapitány jelent meg sorozatban.

## Verne a holdutazásról
- Elkerülhetetlen volt, amint Jules Verne megjegyezte, hogy beszélnem kell vele H. G. Wellsről.
- Azt hittem, ezt megkérdezed tőlem (Je pensais bien que vous alliez me demander cela) – mondta. A könyveit elküldték nekem, és én elolvastam őket. Nagyon izgalmas, és hozzáteszem, nagyon angol. De nem látom a munkája és az enyém összehasonlításának lehetőségét. Mi nem ugyanazon a módon járunk el. Úgy tűnik számomra, hogy történetei nem állnak tudományos alapon. Nem, nincs kutatómunkája. Én használom a fizikát. Ő kitalálja. Én egy ágyúgolyóval megyek a holdra, amelyet egy ágyúból lőnek ki. Ez nem kitaláció. A Marsba léghajóval megy, amelyet olyan fémből készít, amely megszünteti a gravitációs törvényt – kiáltotta Monsieur Verne gesztikulálva –, de mutasd meg nekem ezt a fémet! Hadd készítsem el!

## Tartalom
Verne öt évvel később megírta a regény folytatását Utazás a Hold körül címmel. Annak a regénynek a bevezetésében összefoglalja ennek a műnek a tartalmát. Némileg rövidítve a következőket:
186...-ban az egész világot egy olyan tudományos kísérlet hozta lázas izgalomba, amilyenre még nem volt példa a tudomány krónikáiban. Az amerikai szecessziós háború befejezése után a baltimore-i Gun Club tagjainak - tüzérek voltak valamennyien - az az ötletük támadt, hogy felveszik a kapcsolatot a Holddal - igenis, a Holddal! -, mégpedig úgy, hogy beléje lőnek egy ágyúgolyót. A klub elnöke, Barbicane volt a vállalkozás fő mozgatója: először meghallgatta a cambridge-i csillagvizsgáló munkatársainak véleményét, s mivel ez kedvező volt, minden intézkedést megtett, hogy sikeresen végrehajthassa e különös vállalkozást - amelyről a hozzáértők többségének az volt a véleménye, hogy megvalósítható. Barbicane nyilvános gyűjtést indított; a közadakozásból csaknem 30 millió frank folyt be, s így az elnök hozzálátott a hatalmas munkához.
A cambridge-i csillagvizsgálók válaszjegyzéke szerint az ágyúgolyó kilövésére szolgáló ágyút a 0. és a 28. északi vagy déli szélességi körök közé eső területen kell elhelyezni, hogy a Holdat a zeniten megcélozhassák. Az ágyúgolyónak pedig másodpercenkénti 12 000 yard kezdősebességet kell adni. A december 1-jén éjjel 11 óra előtt 13 perccel és 20 másodperccel kilőtt ágyúgolyónak az indítás után négy nappal, tehát december 5-én pontban éjfélkor kell a Holdba érkeznie, abban a pillanatban, amikor az égitest perigeumban, vagyis a Földtől való legkisebb távolságban van, mégpedig pontosan 86 410 mérföldnyire.
A Gun Club legtekintélyesebb tagjai, Barbicane elnök, Elphiston őrnagy, J. T. Maston titkár és még néhány férfiú több ülést tartott, amelyeken megvitatták az ágyúgolyó alakját, anyagát, elhelyezését, az ágyú minéműségét, a felhasználandó lőpor minőségét és mennyiségét.
Jelentkezett egy francia, egy szeszélyes, művészlelkű, szellemes és merész párizsi férfi, és azzal az ajánlattal állt elő, hogy ő bezárkózik az ágyúgolyóba, felszáll vele a Holdba, hogy felderítse a Föld bolygóját.
A vakmerő kalandort Michel Ardannak hívták. Áthajózott Amerikába, ahol határtalan lelkesedéssel fogadták. Gyűléseket tartott, a tömeg diadalmenetben vitte a vállán. Ardan kibékítette Barbicane elnököt halálos ellenségével, Nicholl kapitánnyal, s a kibékülés zálogaként rávette őket, hogy csatlakozzanak hozzá, s a lövedék belsejébe zárva, együtt tegyék meg az utat a Holdba.
A Gun Club elfogadta Ardan ajánlkozását. A lövedék alakját módosították: hengerkúp alakban készítették el. A légi utasfülke alatt hatalmas rugókat és egymás után beszakadó válaszfalakat alkalmaztak; ezeknek kellett lefékezniük az induláskor keletkező ellenlökés erejét.
Az utasfülkében egy évre elegendő élelmiszert, néhány hónapra való vizet és pár napra való gázt helyeztek el. Egy önműködő készülék fejlesztette és szolgáltatta a három utas légzéséhez szükséges levegőt.
December 1-jén, az előre megállapított órában, a nézők hatalmas tömegének jelenlétében kilőtték az ágyúgolyót. Először történt meg, hogy három emberi lény elhagyta a földtekét, és felszállt a bolygók pályájának térségei felé; mégis csaknem biztosra vehető volt, hogy elérik céljukat.
A három vakmerő utasnak, Michel Ardannak, Barbicane elnöknek és Nicholl kapitánynak kilencvenhat óra, tizenhárom perc és húsz másodperc alatt kellett megtennie az utat. Tehát csak december 5-én éjfélkor érkezhettek a Hold felületére, mégpedig pontosan telihold idején - nem pedig 4-én, mint ahogyan azt néhány rosszul értesült újság jelentette.
A derék és bátor J. T. Maston, a három utas legodaadóbb barátja, J. Belfastnak, a cambridge-i csillagvizsgáló igazgatójának társaságában a Sziklás-hegységbe utazott. Longs Peak vasútállomásán szállt ki; itt, a hegycsúcson volt felállítva az a távcső, amely kétmérföldnyi közelségbe hozta a Holdat. A Gun Club tiszteletre méltó titkára saját szemével akarta figyelni vakmerő barátai útját a világűrben.
December 11-én este 8 óra 47 perckor Belfast és J. T. Maston urak észlelték a Stone's Hill-i Columbiad által kilőtt lövedéket. A lövedék valamely ismeretlen okból eltérült, és nem érkezett célba, de olyan közel haladt el a Hold mellett, hogy az vonzóerejével visszatartotta. Még azt is jelentette a sürgöny, hogy a lövedék egyenes vonalú mozgása keringő mozgássá változott, s elliptikus pályát írva le a Hold körül, annak bolygójává vált.
A sürgöny két lehetőség felvetésével végződött: a Hold vonzóereje lesz végül is az erősebb, s akkor az utasok elérik a célt - vagy pedig a lövedék változatlanul megmarad a pályáján, s az idők végezetéig a Hold körül fog keringeni.

## Fejezetek
1. A Gun Club
2. Barbicane elnök bejelentése
3. A bejelentés hatása
4. A cambridge-i csillagvizsgáló válasza
5. A Hold regénye
6. Amit minden amerikainak tudnia kell, és amit egyetlen amerikainak sem szabad hinnie többé
7. Az ágyúgolyó himnusza
8. Az ágyú története
9. A lőporkérdés
10. Huszonötmillió barát és egyetlenegy ellenség
11. Florida és Texas
12. Urbi et orbi
13. Stone's Hill
14. Csákánnyal és vakoló kanállal
15. Az öntés ünnepe
16. A Columbiad
17. A sürgöny
18. Az Atlanta utasa
19. A népgyűlés
20. A támadás és a visszavágás
21. Hogyan intéz el egy kényes ügyet egy francia?
22. Az Egyesült Államok új állampolgára
23. Utasfülke a lövedékben
24. Távcső a Sziklás-hegységben
25. Utolsó intézkedések
26. Tűz!
27. Borús idő
28. Az új égitest

## Szereplők
- Impey Barbicane, a Gun Club elnöke, lövedék-utas
- J. T. Maston, a Gun Club tagja, örökös titkár
- Tom Hunter, a Gun Club tagja
- Blomsberry ezredes, a Gun Club tagja
- Morgan tábornok, a Gun Club tagja
- Elphiston őrnagy, a Gun Club tagja
- Bilsby, a Gun Club tagja
- Nicholl kapitány, lövedék-utas
- Michel Ardan, lövedék-utas
- Murchison mérnök a Goldspring alkalmazásában
- J. M. Belfast, a cambridge-i csillagvizsgáló igazgatója
- Clarké, a cambridge-i csillagvizsgáló munkatársa

## Értékelés
„A technika és a fantasztikum első nagyszabású szövetsége Verne harmadik regénye: De la Terre á la Lune (1865). Fergusson ballonja után ágyúgolyó, a legsötétebb Afrika beutazása után a Hold meghódítása: nagy, de logikus haladás. A mélységekből visszatért költő újra a magasságok felé fordul. Kitárja karjait a világegyetem felé s a legmodernebb líra feszíti lantját. Hipotézisek, egyenletek, tudományos viták és valószínűségi számítások nagyon bőven alkalmazott eszközei ennek a lírának, s mégis mennyi ihlet, mennyi egyéni meggyőződés, milyen — most már nemcsak képletesen alkalmazott — kozmikus pátosz tesz tanúságot a költeményről! A Hold és az ember viszonyának történetét már csak azért sem kell megírnunk, mert a regény ezt is elvégzi helyettünk. De az ember idegrendszere is úgy volt alkotva, hogy a holdat ne tudja csak a csillagász tudományos érdeklődésével, érzelmi hullámzás nélkül nézni. Ám nem volnánk méltók Verne iskolájához, ha a csillagász tudományos rajongását nem találnék legalább annyira érdekesnek és emberinek, mint a szerelmesek vagy a holdkórosok hódolatát.
A három legelső regény közt ennek az ötlete volt a leghatalmasabb. A lehetetlenségek közül ez volt az, amelyre még éppen felcsillanhatott a »Hátha mégis?« remény. S a megoldás eszköze oly eredeti, hogy Fergusson léggömbje nem versenyezhet vele. Az ilyen ötleteket, hatvan év múltán, »amerikai ötleteknek« szokás nevezni. Az amerikanizmus a világháború óta sok európai korlátot döntött le, s nagy lépésekkel haladt előre hódító útján. De még ma is tapad hozzá valami lenézés, egy kis irónia: talán a gyengébb fél szerény bosszúja, talán a tapasztaltabb, élemedett kultúra óvása a mohó fiatalság túlzása ellen? Verne korában még inkább helyén való volt a bizalmatlanság az amerikanizmussal szemben. Ezt a fantasztikus ötletet csak amerikaiaknak lehetett tulajdonítani, akiket a nemrég lefolyt szecessziós háború hozott divatba.
Az amerikai háborúviselés minden komikus különössége ellenére is vetett fel nagyszerű mozzanatokat, különösen az ágyúgyártás terén, és Verne a baltimore-i Gun-Clubnak a békét unó tagjaival találtatja ki a Holdba irányítandó lövedék eszméjét. A komoly, okos és higgadt Barbicane, a fanatikusan lelkes J. T. Maston, az ágyúművészet vértanúja, akinek egyik kezét vaskampó pótolja, s ellenfelük, a páncélgyártó Nicholl őrnagy, megannyi pompás különcportré. Angolokról vagy amerikaiakról lévén szó, a kontinentális szerző tolla akaratlanul is karikatúrát rajzol. Ám az amerikaiakat mégis túlszárnyalja a még amerikaibb francia: Ardan, akiben Nadar és Verne lelke egyesült. Nem szaktudós, de mindenhez ért; csupa fantázia és optimizmus; bűbájos egyéniség, akit minden tömeg előbb-utóbb a vállára vesz. Ő egészíti ki a nehézsúlyú amerikai ötletet, amikor szobát vájat a lövedékbe, s elviszi a Hold felé Barbicane-t és Nichollt, akiknek párbaját megakadályozta.
Ennek az utazásnak is az lett a sorsa, mint a megelőzőnek: a lövedék nem esett a Holdra, hanem keringeni kezdett körülötte. A regény folytatásában (Autour de la Lune, 1870) Verne mégis megtalálja a módját, hogy a bátor és oly rokonszenves utasokat épségben visszahozza a földre.
1929. július közepén Soddard amerikai professzor holdrakétája, amelyen tizenhét esztendeje dolgozott, nem tud megválni a Földtől. Soddard újabb tizenhét év múlva, 1946-ban meg akarja ismételni kísérletét...”

– Hankiss János

## Tudományos vonatkozásai
Jules Verne mindig törekedett a tudományos hitelességre. A mű rengeteg részletes technikai leírást tartalmaz. Annak ellenére, hogy Verne könyvének számítását a híres francia matematikus, Verne unokatestvére, Henri Garcé készítette, a XXI. században a regény tudományos, technikai oldala számos sebből vérzik.
- Az egyik ilyen hiba az éter létezésének feltételezése. Az éter egy, a 19. században bevezetett hipotetikus közeg, amelyben az elektromágneses hullámok terjednek. Ez a feltételezés abból a megfigyelésből adódott, hogy minden hullámnak szüksége van valamilyen közvetítő közegre (ilyen például a hang esetében a levegő). Az akkori fizikusok úgy gondolták, hogy az éter az egész teret kitölti, és ahhoz viszonyítható az abszolút sebesség és az abszolút idő.
- Problémás a kilövés, elsősorban az utazókra gyakorolt irtózatos gyorsulás miatt.

A könyvben adott az ágyú hossza, ez 300 méter. A számítások egyszerűsítése kedvéért feltételezzük, hogy az ágyúban és az ágyú után a „lövedék” vákuumban halad, tehát nincs közegellenállás. Továbbá feltételezzük, hogy a lövedéknek elég elérnie a második szökési sebességet az ágyú végénél, és utána nem lassul le.
s: az ágyú hossza (300 m)
v: sebesség az ágyú végénél (legalább 11 200 m/s, vagy több)
a: gyorsulás az ágyúcsőben (ezt keressük)
{\displaystyle a={\frac {v}{t}}}
{\displaystyle s=v\times t}
{\displaystyle t={\frac {s}{v}}}
{\displaystyle a={\frac {v^{2}}{s}}}
Ha {\displaystyle v=11200m/s}, és {\displaystyle s=300m}, akkor
{\displaystyle a=125440000/300=418133m/s^{2}}
mivel {\displaystyle g=9,81m/s^{2}}, ezért {\displaystyle a=418133/9,81=42623g}
Az utasokra végeredményben legalább 42 ezer g gyorsulás hat, amit természetesen sem élőlény, sem (21. századi) technikai eszköz nem bír ki, az ágyúcsőben minden papírvékonyságúra nyomódott volna össze. (Embert szállító űrhajók felbocsátásakor a gyorsulás 6-8 g körüli, ami pár percig elviselhetőnek számít.)
- A gravitáció hiányát (a súlytalanságot) a hőseink csak a Hold–Föld közötti semleges pontban érzékelik, pedig ez már a kilövés után azonnal jelentkezik, amint a gyorsítóerő megszűnik (esetünkben az ágyú végénél).

## Érdekességek
- Ha egy amerikainak valami ötlete támad, keres egy másik amerikait, aki magáévá teszi az elképzeléseit. Ha hárman vannak, egy elnököt és két titkárt választanak maguk közül. Négyes létszám mellett egy irattárost is kineveznek, és az iroda már működik. Ha számuk ötre emelkedik, közgyűlést hívnak össze, és megalakul a klub.[11]
- A Rodman ágyú, amely hét mérföld távolságra vitte a fél tonna súlyú golyót, akár 150 lovat vagy 300 embert is könnyen leteríthetett volna. A Gun Clubban szóba is került, hogy az ágyút ünnepélyes külsőségek mellett kipróbálják. Ám ha a lovak hajlandók is lettek volna belemenni a kísérletbe, az emberek, sajnos, nem álltak kötélnek.[11]
- A kíváncsiságtól sarkallt tömeg taszigálta, lökdöste, tiporta egymást a bejáratoknál, azzal a fesztelenséggel, amely az önkormányzat eszméiben nevelt tömegek sajátos tulajdonsága.[12]
- 1835 táján a New York Americanből franciára lefordított művecske közli, hogy a Jóreménység fokára kiküldött Sir John Herschel, aki ott csillagászati megfigyeléseket végzett, egy belső világítás segítségével tökéletesített messzelátóval 80 yardnyi közelségbe hozta a Holdat. A cikkecske állítása szerint Sir Herschel egész tisztán látott a Holdban barlangokat, amelyekben vízilovak tanyáztak; zöldellő aranycsipkével szegélyezett hegyeket is látott és elefántcsontszínű szarvakat viselő bárányokat, fehér őzeket, s látta a Hold-lakókat is, akiknek hártyás szárnyuk van, mint a denevéreknek. A brosúra, amelynek egy Locke nevezetű amerikai volt a szerzője, óriási sikert aratott. De azután hamarosan rájöttek, hogy tudományos misztifikáció az egész.[12][13]
- ...egy bizonyos Hans Pfaal, Rotterdamból, nitrogénből kivont s a nitrogénnél harminchétszer könnyebb gázzal töltött léggömbben felszállt a Földről, s tizenkilenc napos utazás után megérkezett a Holdba.[14] Ez az utazás, csakúgy, mint az előzőek, persze merőben képzeletbeli volt, leírása egy Amerikában népszerű író tollából származik, egy különös, elmélyült, lángeszű alkotóművésztől. A neve Edgar Allan Poe![12] Poe volt Verne egyik kedvenc írója, de ez nem jelentette azt, hogy ne kritizálta volna azért, mert a tudomány elé, fölé helyezte a képzeletet. Megbecsülésének jele, hogy megírta Edgar Allan Poe Arthur Gordon Pym nantucketi tengerész elbeszélése (1838) elbeszélésének feloldását a Jégszfinx (1897) regényében.
- H. G. Wells Az első emberek a Holdon (The First Men in the Moon) (1901) című regényében a főszereplő, Mr. Bedford, Verne regényét megemlíti társának, Cavor professzornak. Cavor nem tudja, mire utal Bedford. Ez a párbeszéd fricska Verne-nek, aki nem tetszését fejezte ki amiatt, hogy Wells hősei tudománytalanul utaznak, nem támaszkodva a kor fizikai és egyéb ismereteire. Erre utal Verne több interjújában.[2]
- Uram - folytatta Michel Ardan -, tréfán kívül mondom, hogy én mélységesen tisztelem azokat a tudósokat, akik valóban tudnak is valamit. De mélységesen megvetem az olyan tudósokat, akik tudatlanok.

- Ismer ön olyan tudósokat, akik az utóbbi kategóriába tartoznak?
- Hogyne. Mégpedig egészen közelről ismerem ezeket az urakat. Franciaországban van egy, aki amellett kardoskodik, hogy „matematikai” képtelenség, hogy a madár repülni tudjon. Egy másik pedig elméletileg bebizonyította, hogy a halat nem arra alkotta a természet, hogy a vízben éljen.
- Ebbe a csavarokkal ellátott, fedőlappal záruló csinos bombába először is egy kövér macskát helyeztek el, majd egy mókust... A mozsarat 160 font súlyú lőporral töltötték meg, majd elhelyezték benne a bombát. Azután elsütötték az ágyút... Öt perc sem telt el attól a pillanattól kezdve, hogy a lövedék belsejébe bezárták az állatokat, s már le is csavarták a börtönük tetejét. Abban a pillanatban, hogy a bomba kinyílt, kiugrott belőle a macska. Kissé berzenkedett, de nagyon eleven volt, csöppet sem látszott rajta, hogy légi kirándulásról tért vissza. A mókus azonban nem mutatkozott. Keresték, de hasztalan. Eltűnt, szőröstül-bőröstül. Mi tagadás: a macska megette az útitársát.[16] Így tesztelték, miként hat a gyorsulás élőlényekre.
- - Harmincöt! - Harminchat! - Harminchét! - Harmincnyolc! - Harminckilenc! - Negyven! - Tűz!!![17] A kilövés előtt nem visszaszámolták, hanem a másodpercértékeket mondták be.
- A Gun Club azonban ragaszkodott ahhoz, hogy mind a távcsövet, mind a Columbiadot az Egyesült Államok területén állítsák fel, és így be kellett érniük a Sziklás-hegységgel. Tehát az egész felszerelést a Missouri államban levő Longs Peak csúcsára irányították. A Longs Peak soha sem tartozott Missouri államhoz, ma Colorado állam területén található.
- Ardan Mihály neve Nadar anagrammája. Nadar Verne egyik legjobb barátja volt, a repülés iránti szenvedélyük kötötte össze őket, mindketten hitték, hogy a repülés jövője nem a kor léggömbjének fejlesztett változata, hanem a levegőnél nehezebb megoldás.
- 1880-ban a The Pall Mall Gazette Verne Columbiadját „űrhajóként” írta le - ez az űrhajó szó első bizonyítható említése. John Jacob Astor – a negyedik, aki a Titanic elsüllyedésekor vesztette életét – 1894-ben írt Utazás más világokba fantasztikus regényében szerepelt először az "űrhajó emberi személyzettel" (a manned spacecraft) kifejezés.
- A Vissza a jövőbe III. film több ponton is tiszteleg Verne előtt. Clara Clayton, Doc társa, művelt nő, akit érdekel a csillagászat és a tudomány, mindkettőjük kedvenc szerzője Jules Verne. Amikor megszületik első fiúk 1886-ban, a Jules nevet kapja, amíg 1888-ban született öccse neve Verne lesz.[18]

Clara Clayton: Emmett, gondolod, hogy valaha majd úgy utazunk a Holdra, ahogy az országot átszelő vonatokkal utazzunk?
Doki: Határozottan, bár még nyolcvannégy évig nem és nem is vonaton. Lesznek űrjárműveink, rakétákkal hajtott kapszulák, óriási robbanásokat okozó eszközök, olyan hatalmas robbanások, amelyek ...
Clara Clayton: "... megtörik a föld gravitációjának vonzerejét, és lövedéküket elküldik a világűrben." 
CC: Emmett, én is olvastam azt a könyvet. Jules Verne Utazás a Holdba könyvéből idézel.
Doc: Olvastad Jules Verne-t?
CC: Imádom Jules Verne-t.
- A német első kiadást, A földtől a holdig: közvetlen felemelkedés 97 óra alatt 1873-ban adták ki a pesti Légrády testvérek.[21]
- Verne másik űrregénye a Hector Servadac.
- Ez az első Verne-regény, ahol a pozitív, vidám és okos főhős francia, ahogy későbbi műveiben, elég csak a Nyolcvan nap alatt a Föld körül, Hector Servadac, A Szahara tengere, Bombarnac Klaudius, César Cascabel, Sztrogof Mihály, Város a levegőben... említeni.
- Sok kritikus szerint Verne könyve a világirodalom új műfajának - a tudományos-fantasztikus - hírnöke.

### AzApollo–8, azApollo–11és Verne
Az Apollo–8 volt az első embert szállító űrhajó, amely megkerülte a Holdat, az Apollo–11 pedig az első, amely leszállt a Holdon.
- Az Apollo–11 történelmi útja során megemlítették Verne nevét. A parancsnoki űrhajó neve megegyezett a regényben szereplőével.[22] A visszaúton Neil Armstrong emlékezett meg Vernéről. Száz éve Jules Verne regényt írt a Hold utazásról. Az ő űrhajója, a Columbia [sic!] Floridából emelkedett fel és a Csendes-óceánban landolt, miután sikerrel teljesítette küldetését. Úgy tűnik, hasonló módon jár el a mai idők Columbiája legénységével, amikor holnap visszatérünk a Földre valahol a Csendes-óceánban.[23]
- Verne ágyúját hívták Columbiadnak, az Apollo–11 parancsnoki modulját (Apollo CSM) pedig Columbiának. Ez utóbbi név az amerikai fővárost Washington D. C.) magába foglaló District of Columbia terület neve, a D. C. feloldása. Így oldották meg, hogy az amerikai főváros egyetlen tagállamához sem tartozzon.
- Az űrhajó személyzete három emberből állt (Barbicane, Michel Ardan és Nicholl kapitány), ahogy az Apolló–11-küldetésben is (Neil A. Armstrong parancsnok, Michael Collins, a parancsnoki modul pilótája, ifjabb Edwin E. Aldrin holdkomppilóta) hárman vettek részt.
- A lövedéket a regényben Floridából, a mai Tampa területéről[24] (é. sz. 27° 07′ 00″, ny. h. 82° 07′ 00″27.116667°N 82.116667°W) lövik ki, az összes Apollo-küldetés a floridai Cape Canaveralból (é. sz. 28° 23′ 49″, ny. h. 80° 36′ 20″28.396837°N 80.605659°W) indult. Ez a hely 300 öl magasban van a tenger színe felett, a szélesség 27° 7'-én és a nyugati hosszúság 5° 7'-én.[25] – méri be Barbicane  a kilövés leendő helyszínét. A megadott koordináta (é. sz. 27° 07′ 00″, ny. h. 5° 07′ 00″27.116667°N 5.116667°W) azonban Algéria nyugati részére mutat. Ennek oka, hogy a könyv írása idején még nem volt egységesítve a földrajzi koordináta-rendszer. Verne regényeiben általában a párizsi kezdőkörű koordináta-rendszert használta, ebben a regényében azonban nem, itt Washingtonon halad át a kezdőkör. A könyvbéli Florida-térképen pedig párizsi kezdőkörrel számolják a hosszúsági fokokat.
- A könyvben szereplő repülés költsége, átszámítva 1969-os értékre, 12,1 milliárd dollár, a Holdat először megkerülő Apollo–8 összköltsége 14,4 milliárd dollár volt.
- A könyvben szereplő hajó és az Apollo-rakéta is az amerikai haditengerészet hajóiból előállított anyagokból készült.
- A Columbiad-lövedék acél helyett az akkoriban elterjedt alumíniumból készült, az Apolló–11 Columbia-modulja főként alumíniumötvözetekből készült.
- A regény eredeti címe tartalmazza a szerző becslését az utazás időtartamáról: 97 óra 20 perc, ami 4 nap, 1 óra és 20 perc. Az Apolló–8 útja 6 nap 3 óra 0 perc 42 mp hosszú volt.
- Verne lövedéke és az Apollo-űrhajók összehasonlítása

|                   | magasság | átmérő | beltér      | tömeg        |
| ----------------- | -------- | ------ | ----------- | ------------ |
| Verne             | 3,66m    | 2,74m  | kb. 15,00m3 | kb. 8 731 kg |
| Holdkomp          | 6,37m    | 4,27m  | 6,65m3      | 10 149 kg    |
| Parancsnoki modul | 11,00m   | 3,90m  | 6,20m3      | 14 104 kg    |

## Henri de Montaut illusztrációi
Henri de Montaut (1829–1889) rajzoló és François Pannemaker (1822–1900) metsző eredeti illusztrációi az 1868. július 31-i kiadásból. A magyar kiadások nyomdai okok miatt hagytak ki önkényesen képeket. A képaláírások a Franklin Irodalmi és Nyomdai Rt. hatodik képes kiadásából származnak.

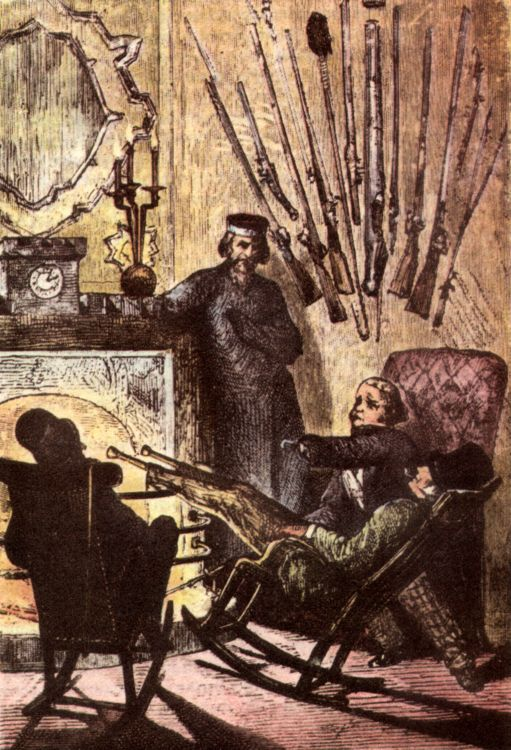
A Gun-klub vezérférfiai
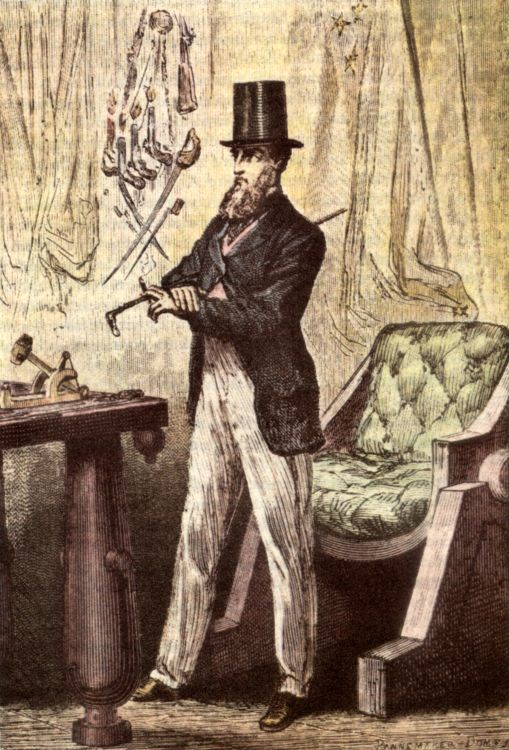
Barbicane, a Gun-klub elnöke
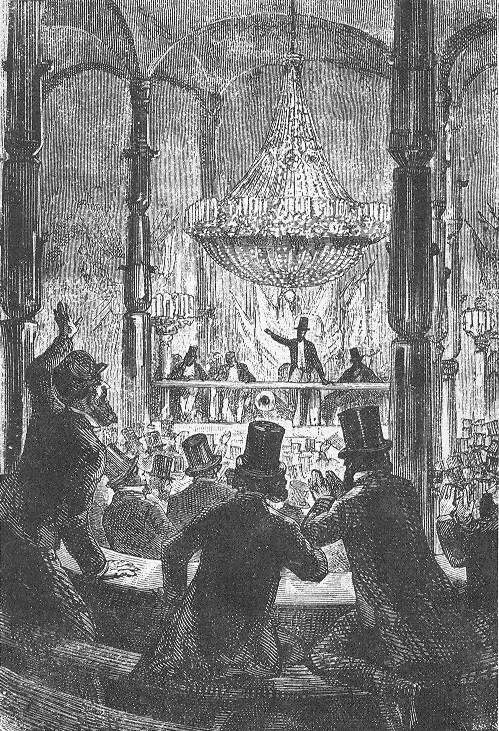
Barbicane nyilatkozik
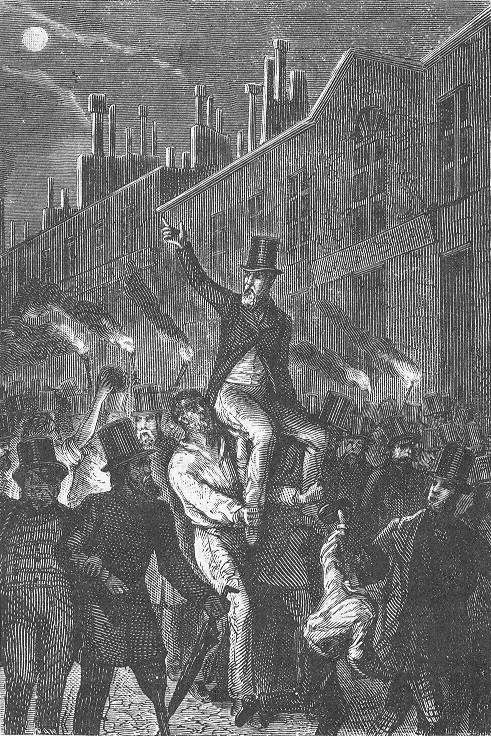
Barbican diadalútja
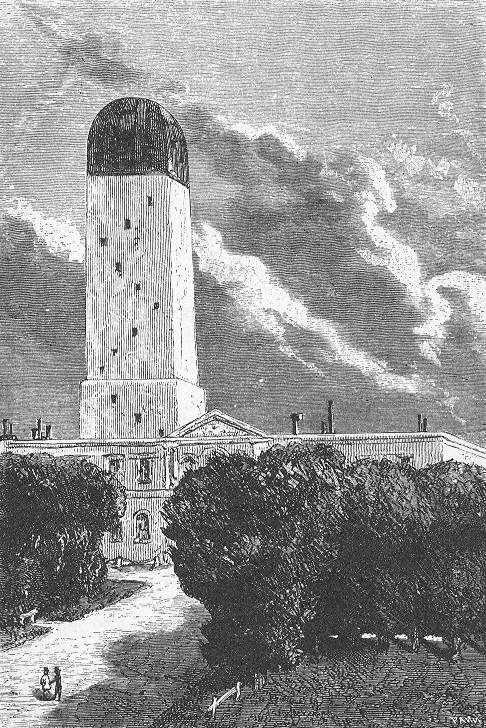
A cambridge-i csillagvizsgáló
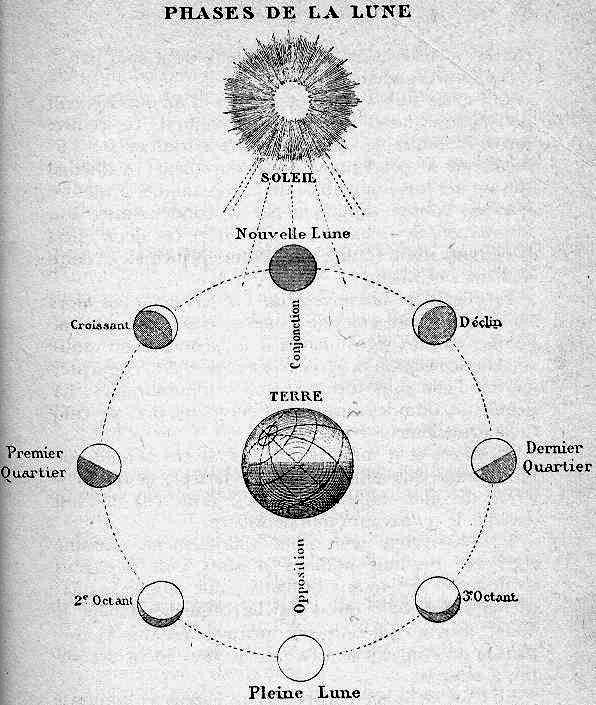

- [29]
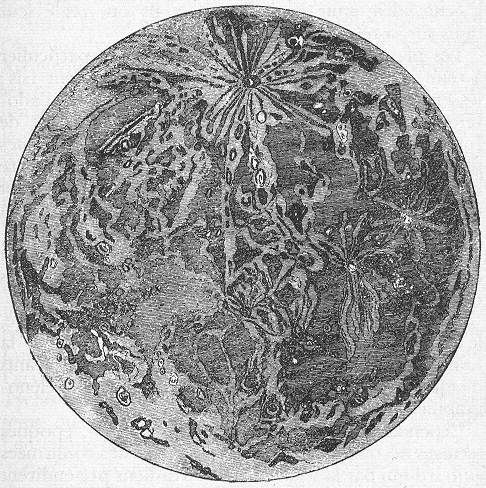
A Hold
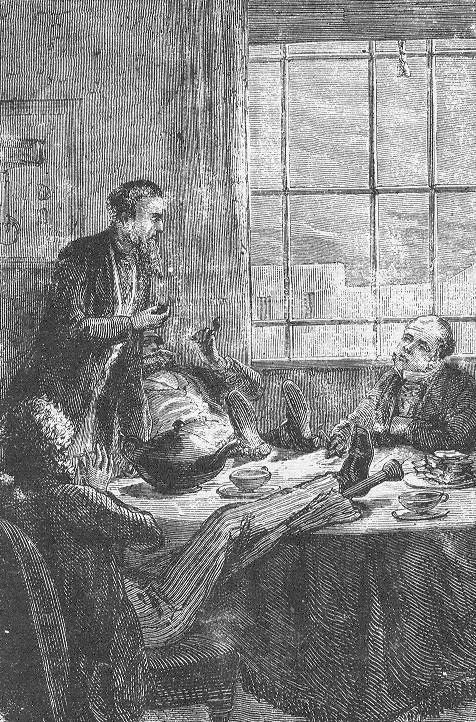
Az előkészítő bizottság működik
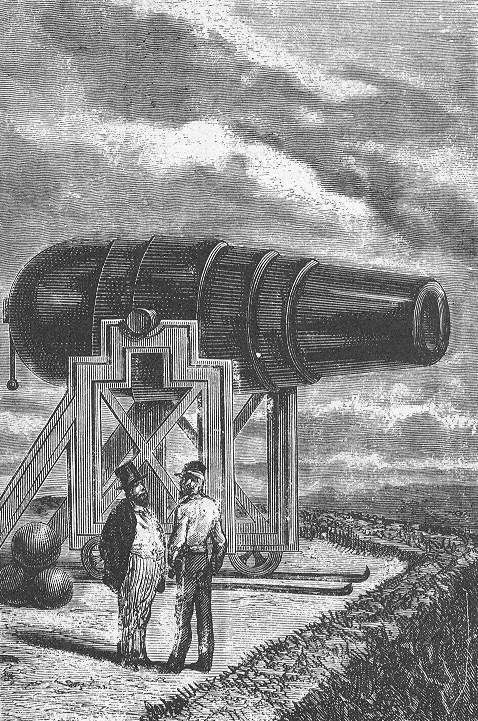
Rodman Columbiadja
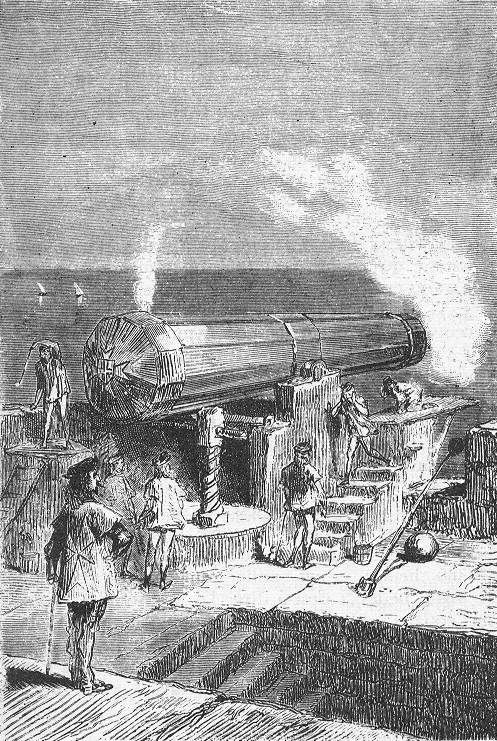
A máltai lovagok ágyúja
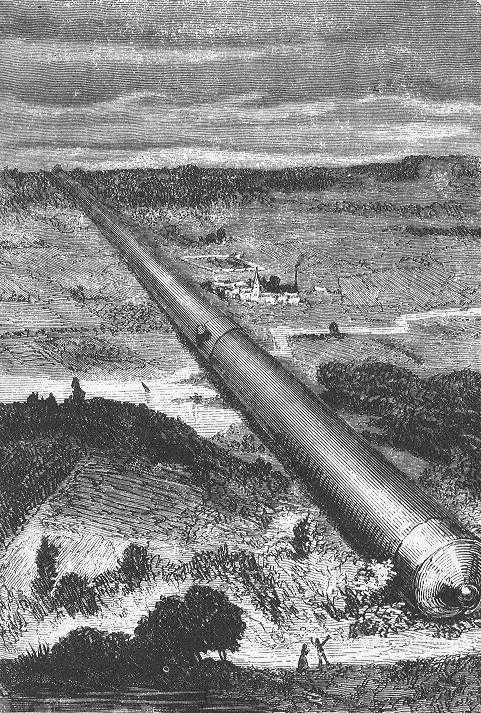
Maston ágyúcsöve
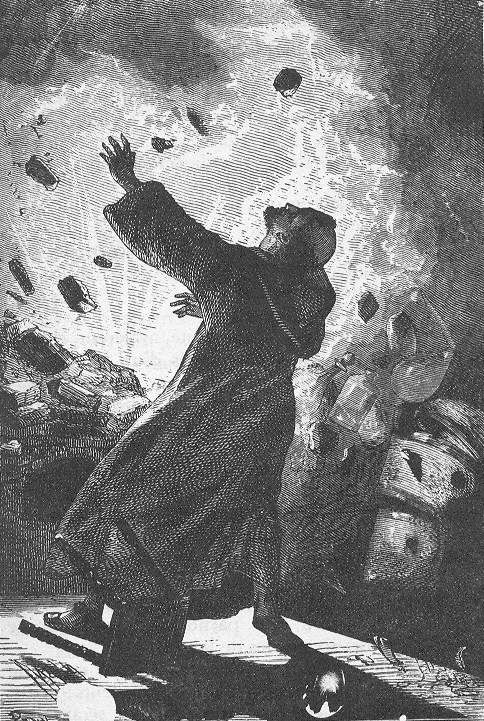
A lőpor feltalálása
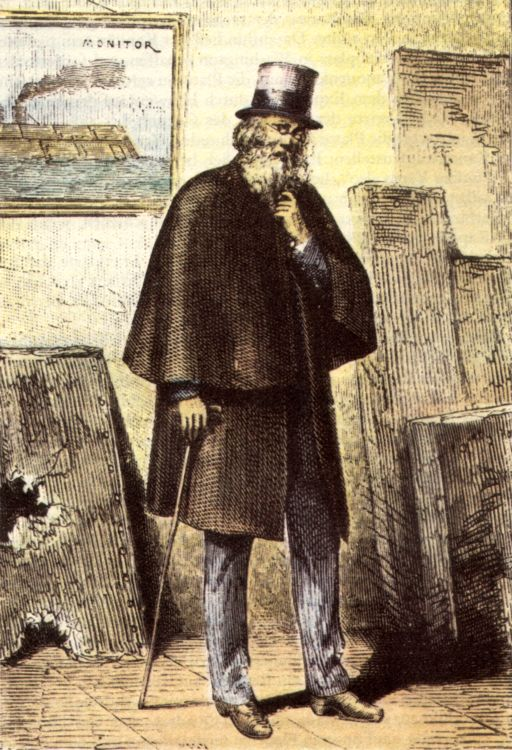
Nicholl kapitány
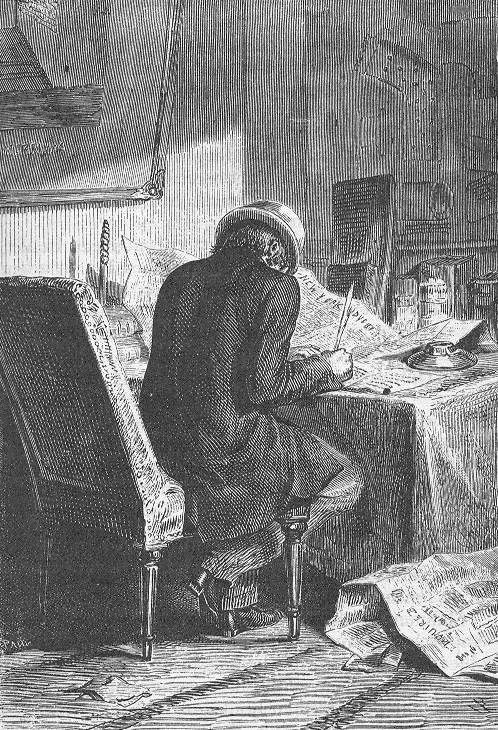
A polemizáló Nicholl
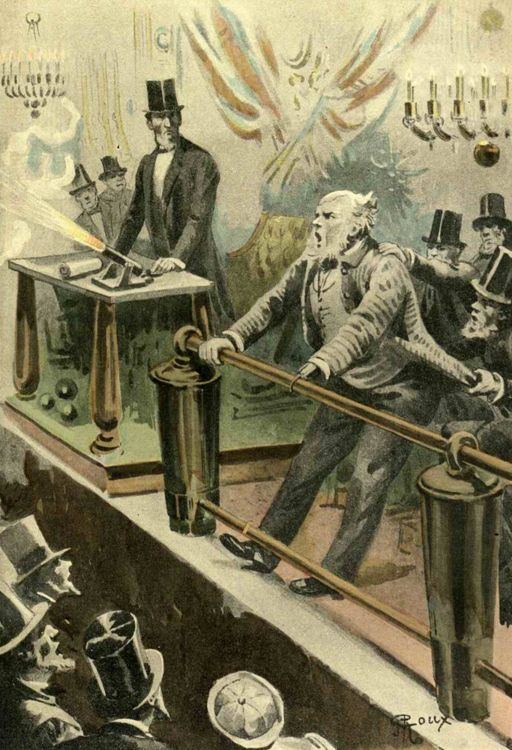

- [30]
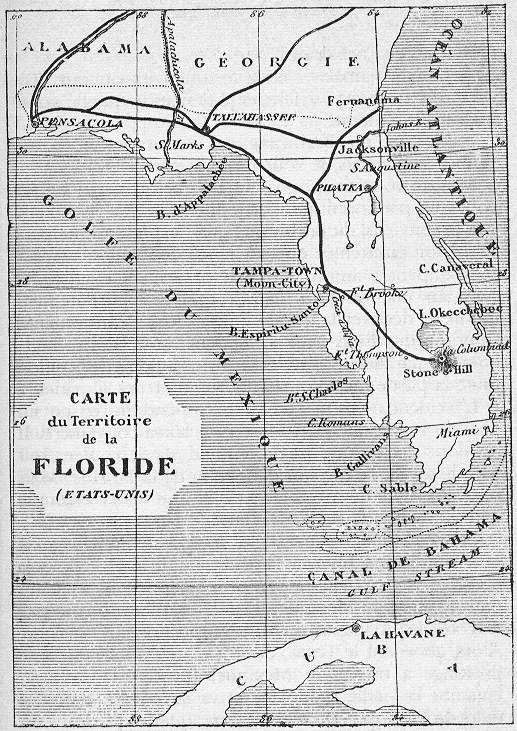
Florida térképe. A kép és a regény szövege ellentmond egymásnak
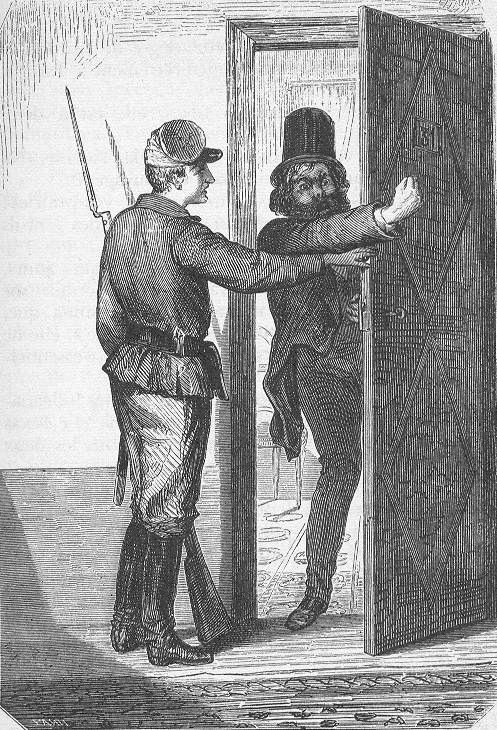
Ostromállapot Baltimore-ban
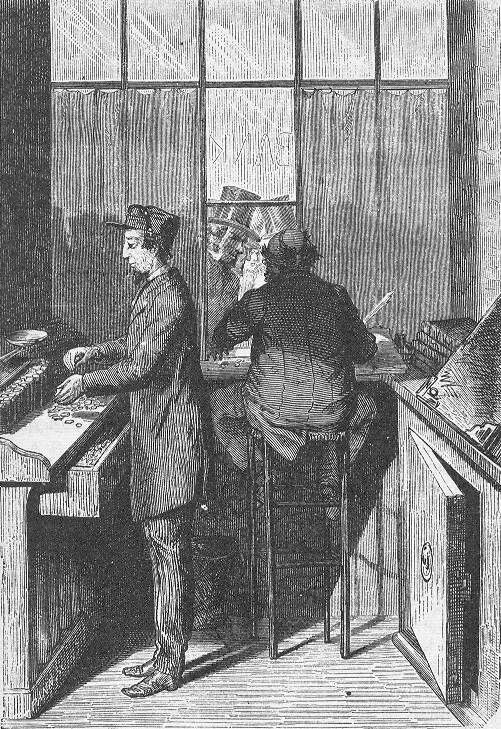
Aranyeső
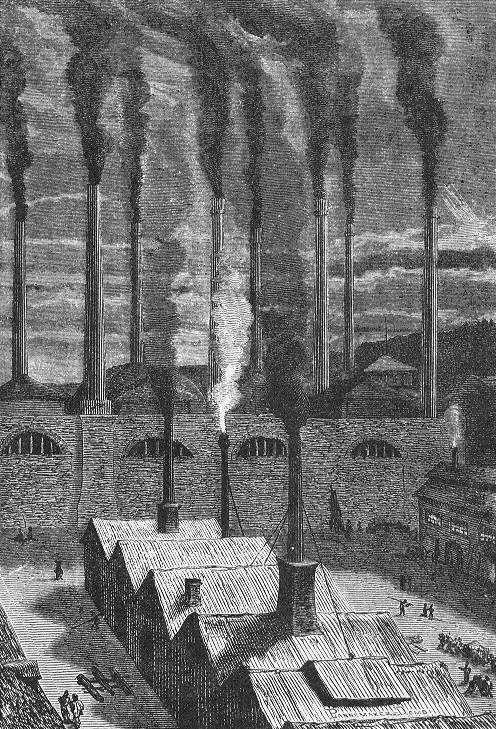
A gyártelep kohói
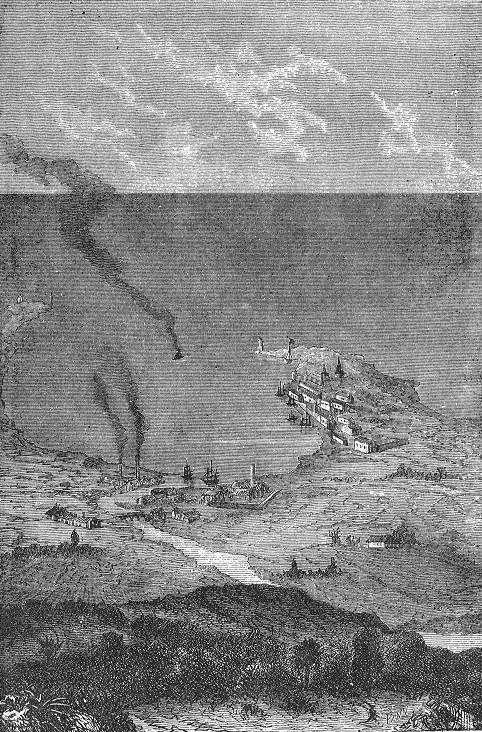
Stone's Hill
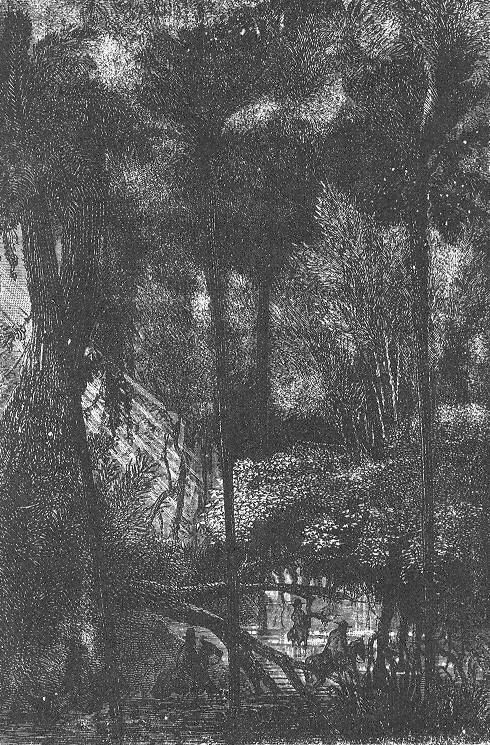
A bizottság kiszemeli a helyet
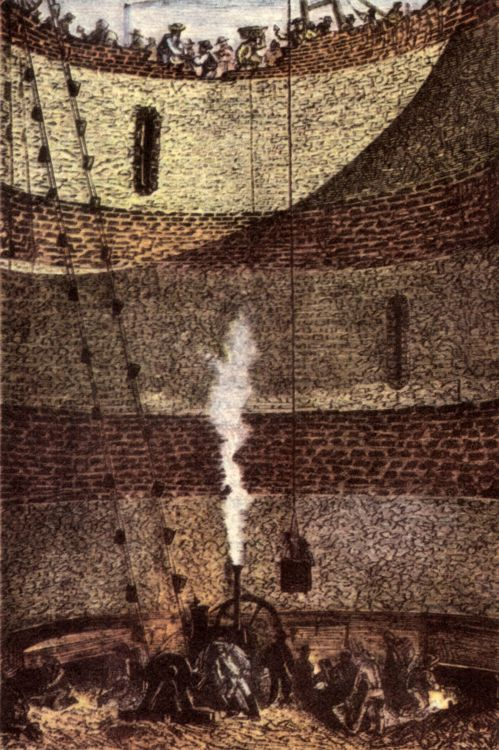
Az ásási munka
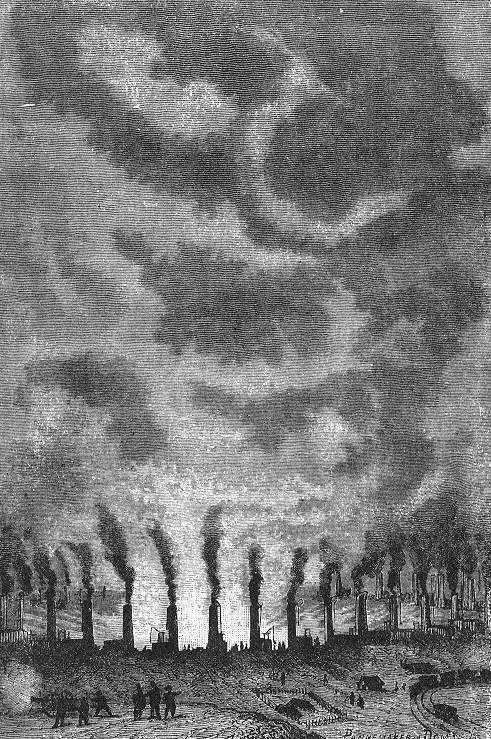
Ezerkétszáz olvasztókemence
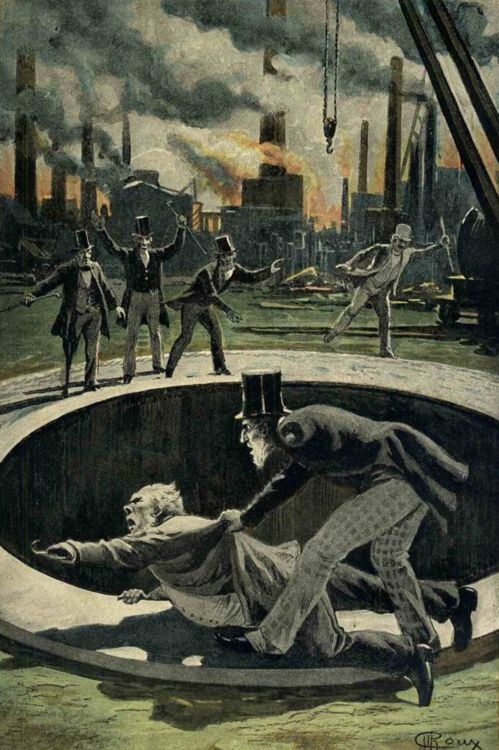

- [30]
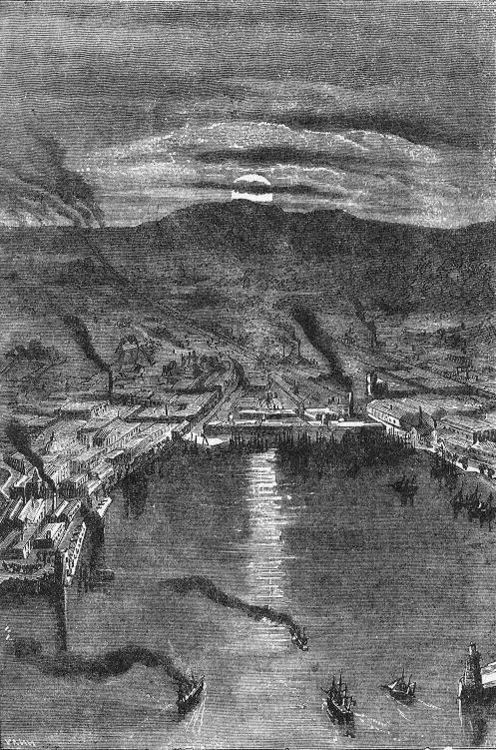
A tampa-towni kikötő
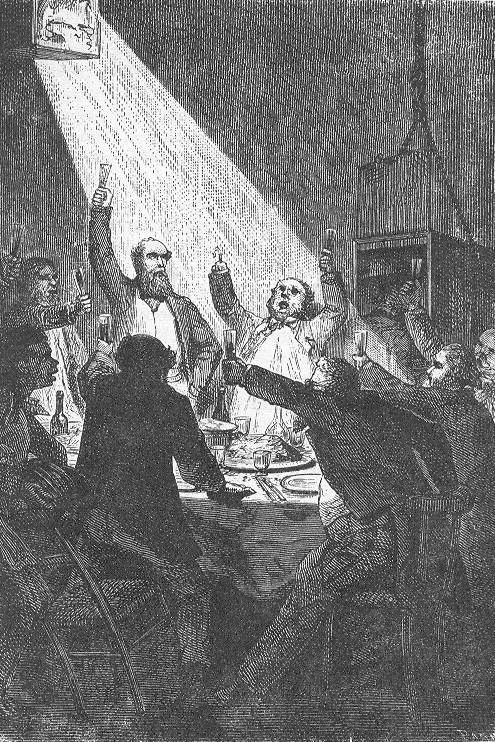
Az ünnepi ebéd zajos volt
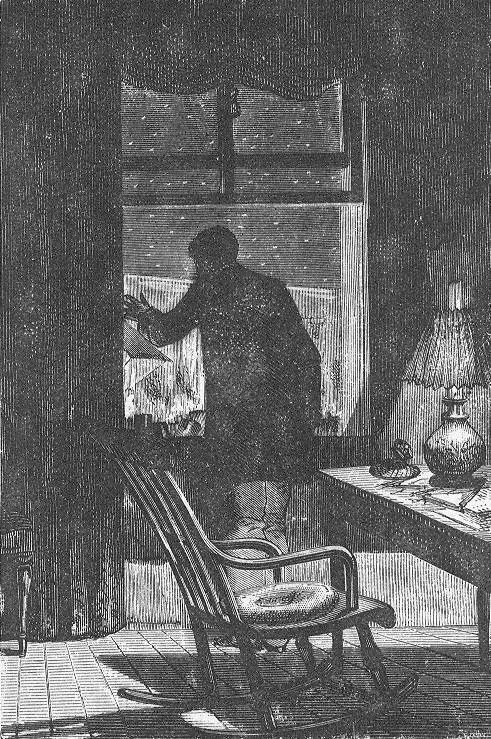
Barbicane és a türelmetlen nép
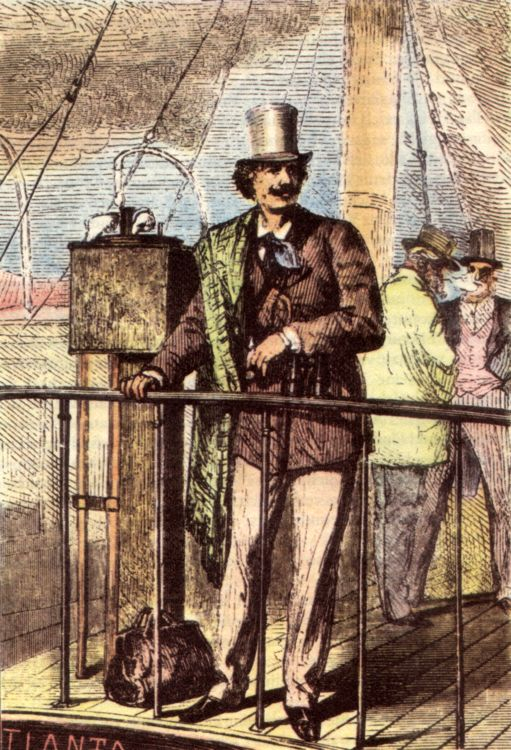
Ardan Mihály
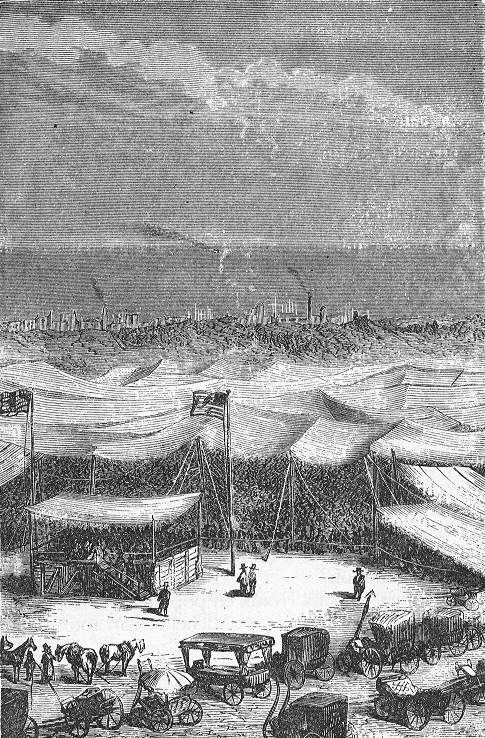
A népgyűlés
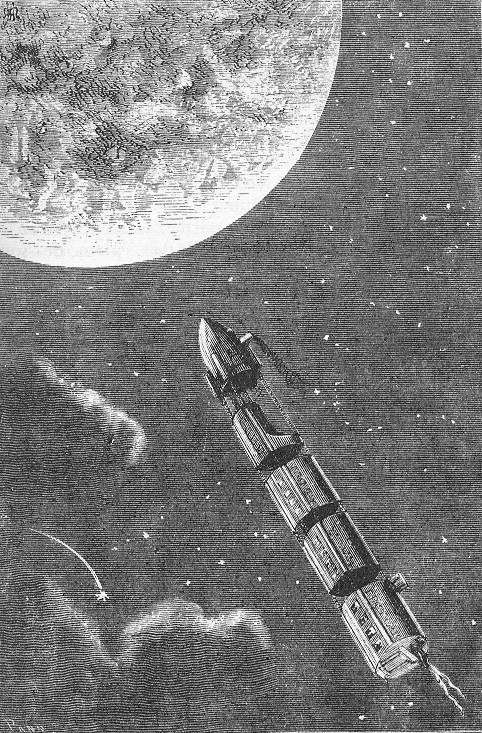
Ardan Mihály lövegvonata
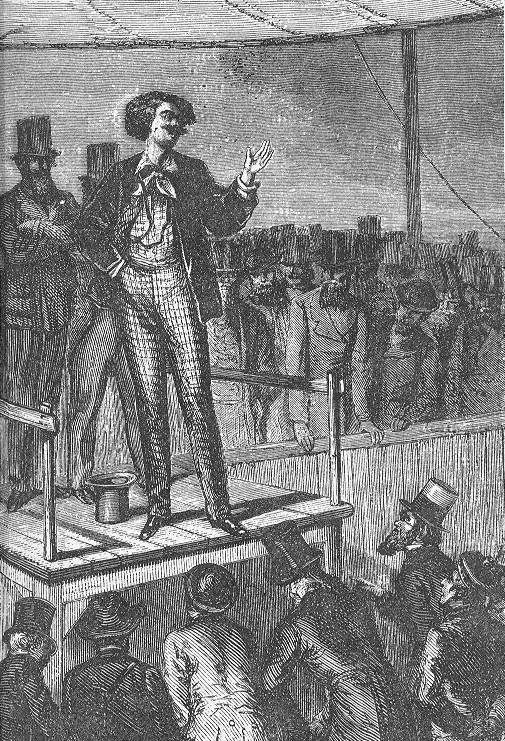
Ardan vitatkozik Nicholl-lal
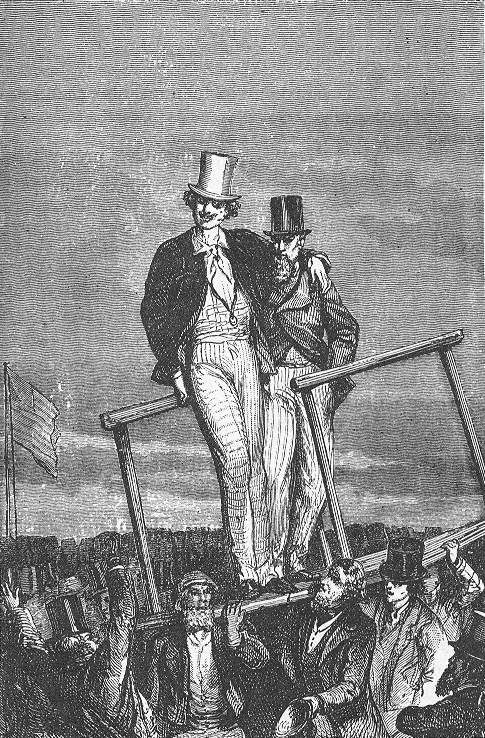
A diadalmenet
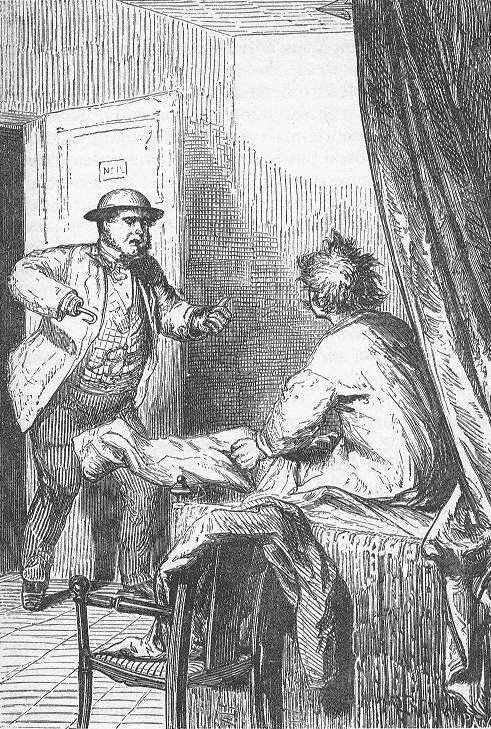
Maston felveri Ardant álmából
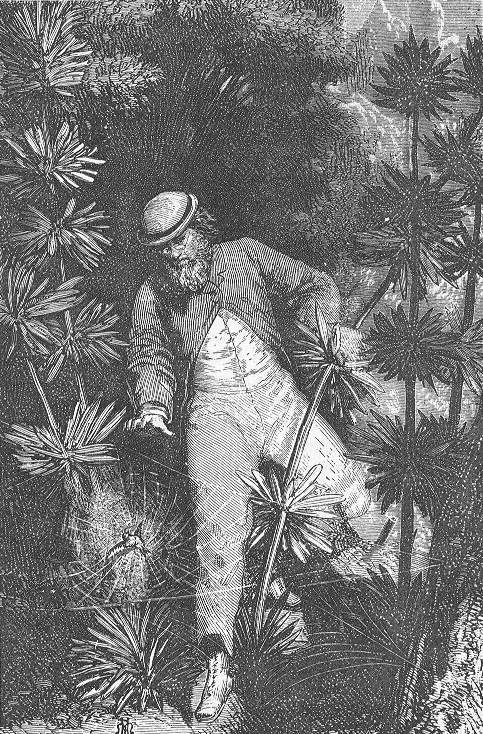
A párbajozó Nicholl
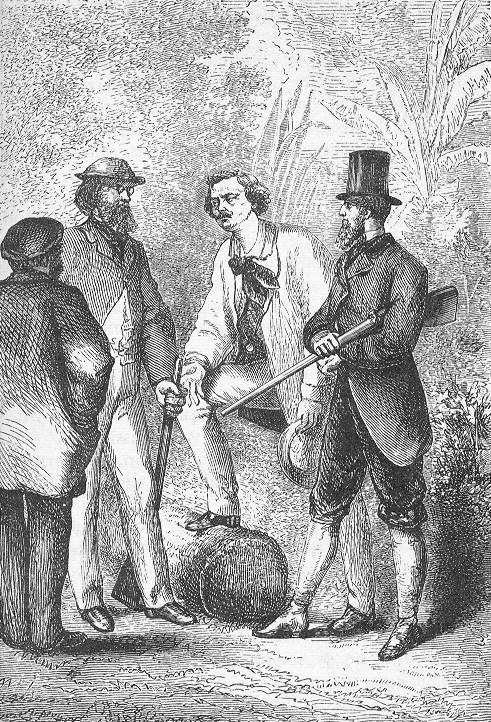
A halálos ellenségek szövetkeznek
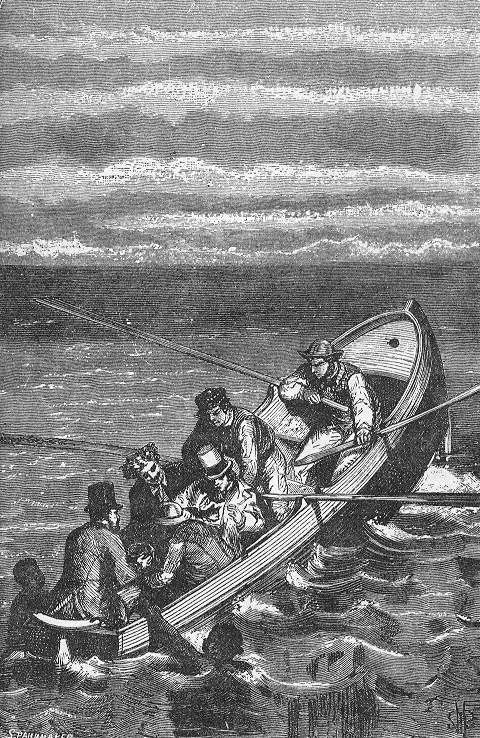
Az élelmes macska
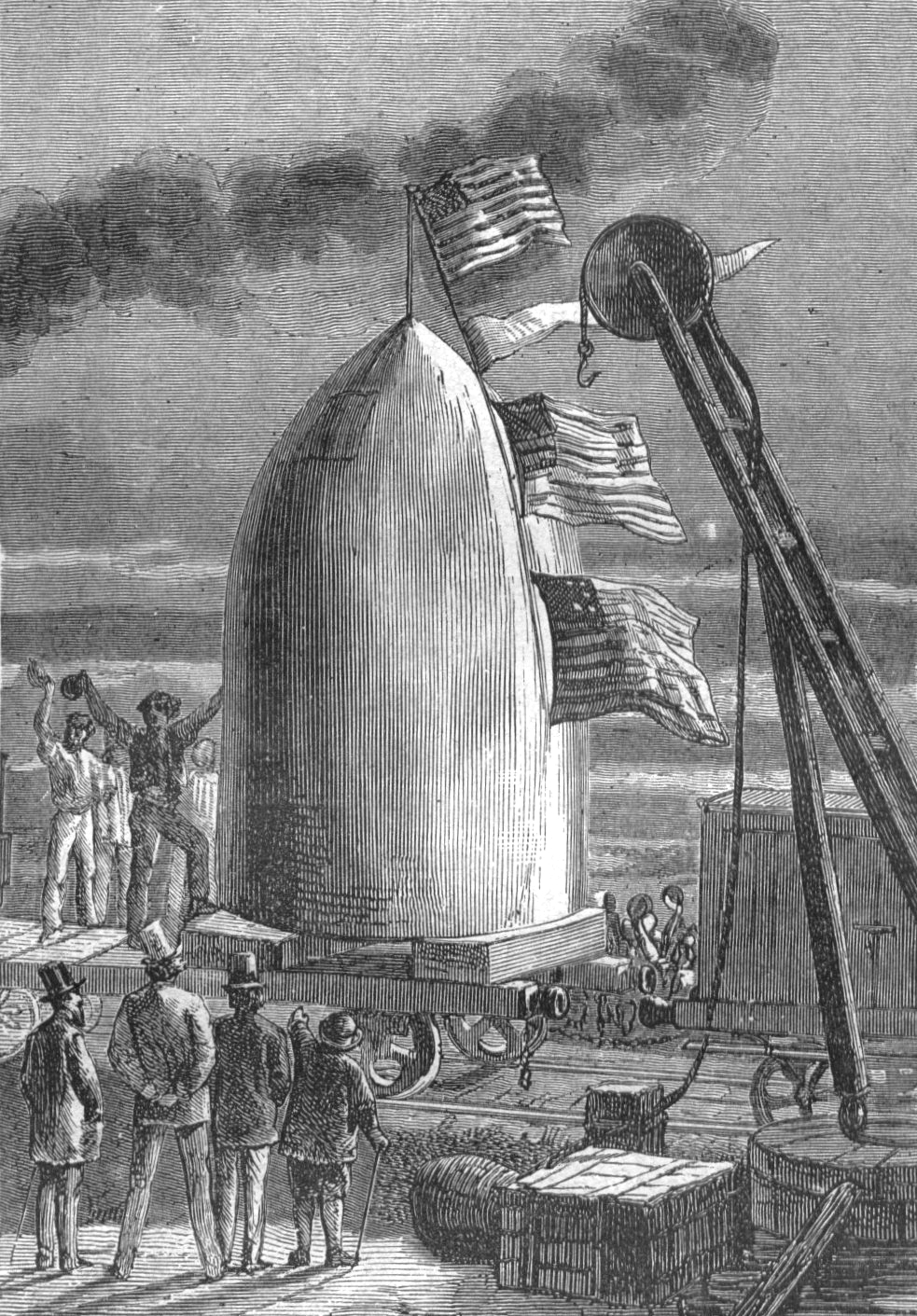
Lövegkocsi
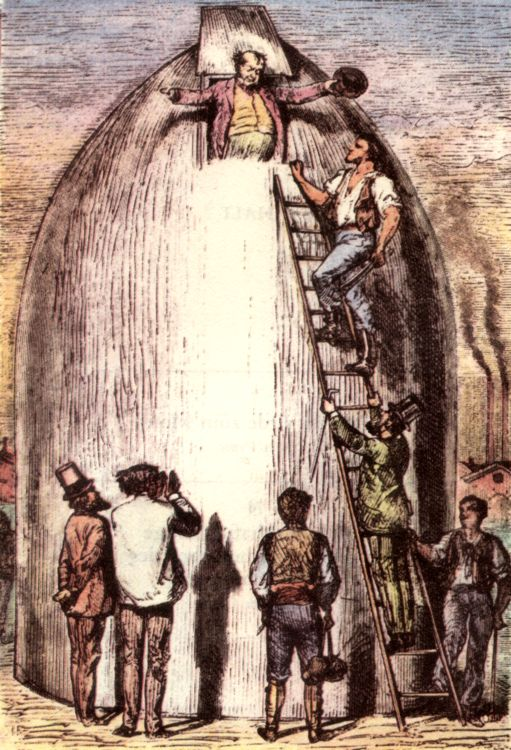
Maston jön ki a lövegből
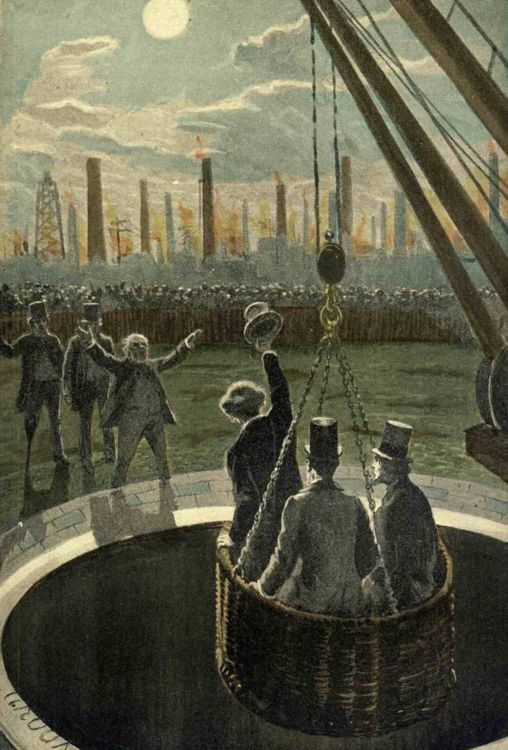

- [30]
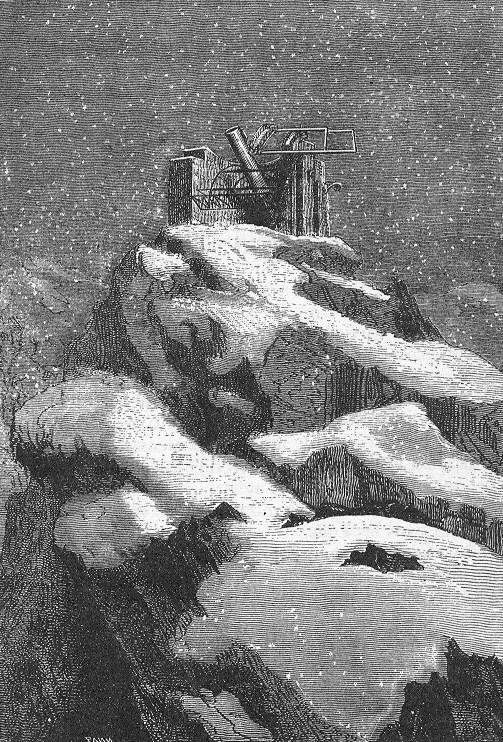
A sziklahegyi csillagvizsgáló
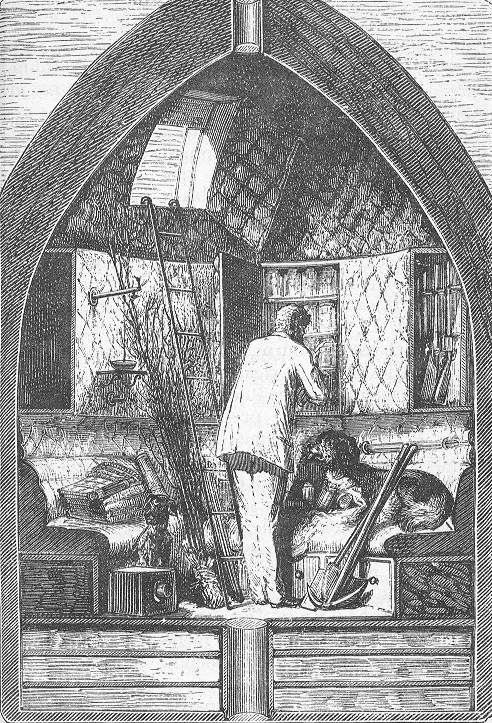
Ardan Mihály rendezkedik
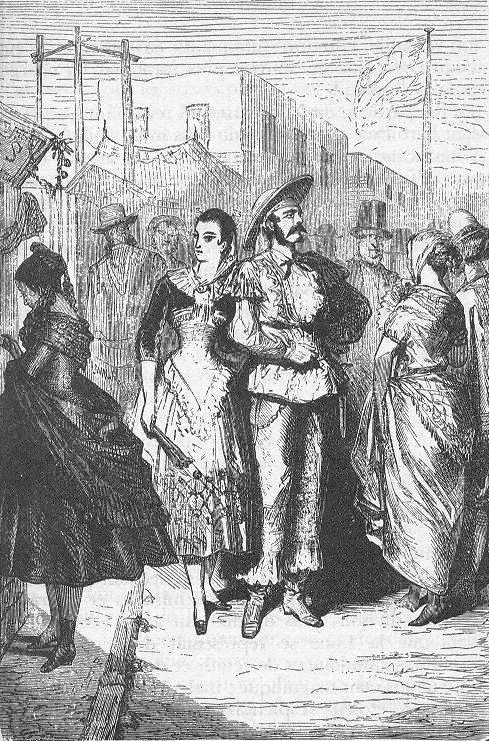
A kíváncsiak légiója
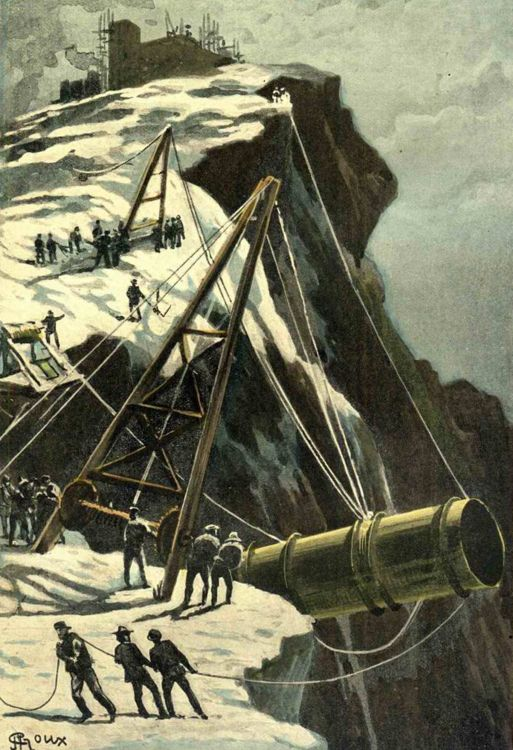

- [30]
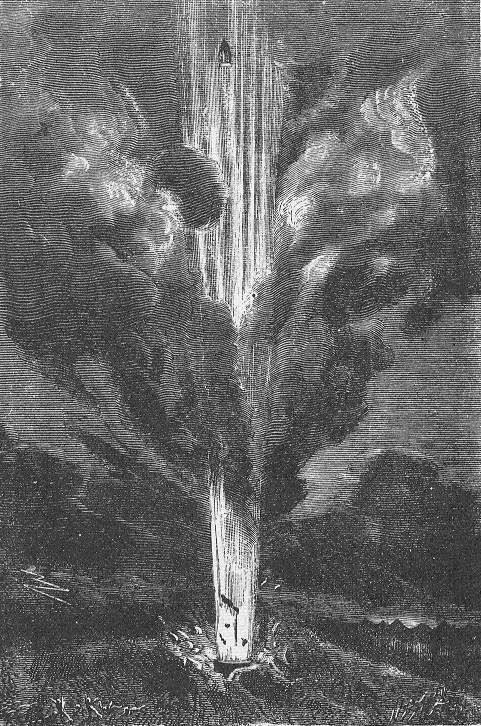
Tüzet!
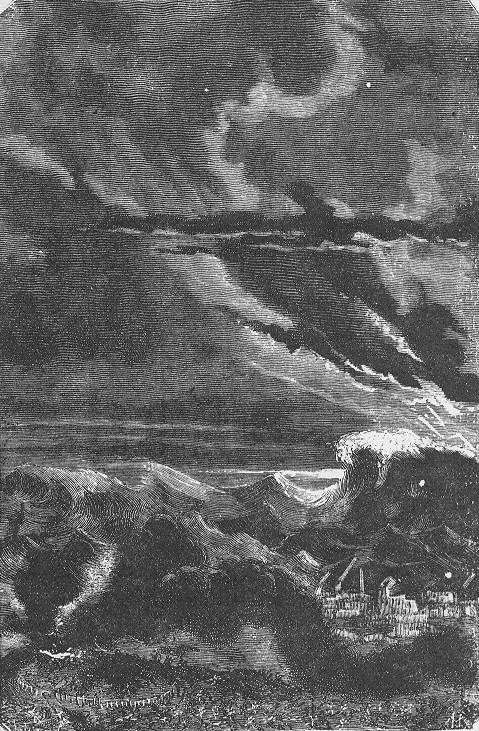
Bujdosik a Hold
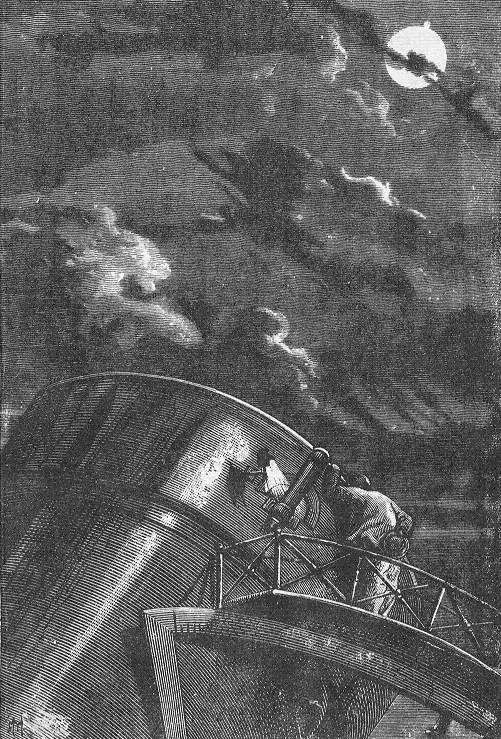
A türelmetlen Maston J. T.

## Magyar kiadások
A felsorolás az Országos közös katalógus és könyvtárközi kölcsönzés adatai alapján készült.
- Utazás a Holdba és a Hold körül, Pest : Heckenast, 1872, a Vasárnapi Ujság[32] 1869. és 1870. évi számaiban közölt részletek alapján.
- Utazás a Holdba és a Hold körül, fordította: Gaál Mózes, Budapest, Franklin, 1882 (második kiadás), 1895 (harmadik kiadás), 1906 (?. kiadás), 1920 (?. kiadás)
- Utazás a Hold körül, fordította: Balla Károly és Geiger Richárd, Budapest, Magyar Kereskedelmi Közlöny, (191?), a könyv a Verne Gyula Munkái sorozatban jelent meg.
- Utazás a Holdba : közvetlen út 97 óra 20 perc alatt, fordította: Iván Ede és Geiger Richard, Budapest, Magyar Kereskedelmi Közlöny, (192?), a könyv a Verne Gyula összes munkái és a Verne Gyula munkái sorozatban jelent meg
- Utazás a Holdba : közvetlen ut 97 óra és 20 perc alatt, fordította: Iván Ede, Geiger Richard rajzaival, Budapest, Tolnai, (1923), a könyv a Verne Gyula munkái sorozatban jelent meg.
- Utazás a Holdba. Utazás a Hold körül, fordította: Kilényi Mária és Bokros Ferenc, Budapest, Ifjúsági Könyvkiadó és Bratislava, Szlovákiai Szépirodalmi Kiadó, 1956, csehszlovák–magyar közös könyvkiadás
- Utazás a Holdba, Utazás a Hold körül, fordította: Kilényi Mária és Bokros Ferenc, Bukarest, Ifjúsági Kiadó, 1956, román–magyar közös kiadás
- Utazás a Holdba. Utazás a Hold körül, fordította: Kilényi Mária, illusztráció: Gyulai Líviusz, Budapest, Móra Könyvkiadó és Novi Sad, Fórum Kiadó, 1961, közös jugoszláv–magyar kiadás
- Utazás a Holdba. Utazás a Hold körül, fordította: Kilényi Mária, illusztráció: Gyulai Líviusz, Bratislava Madách Kiadó és Budapest, Móra Kiadó, 1970, csehszlovák–magyar közös kiadás
- Utazás a Holdba, Utazás a Hold körül, Budapest : Móra Ferenc Ifjúsági Kiadó, 1976, ISBN 963-11-0535-0, ez a változat érhető el Elérhető a Magyar Elektronikus Könyvtárban , 1978 ISBN 963-11-0535-0,
- Utazás a Hold körül, fordította: Veressné Deák Éva, sajtó alá rendezte Majtényi Zoltán, illusztráció: Fabó Attila László, Budapest, Unikornis, 1998 ISBN 963-427-268-1,
- Utazás a Holdba. Utazás a Hold körül, Kilényi Mária fordítása alapján átdolgozta Fenyő Áron, Üllő : Regun Press, (2007 vagy 2008), a könyv a Jules Verne összes átdolgozott műve és a Regun ifjúsági könyvtár 4. könyveként jelent meg. ISBN 978-963-7459-82-5
- Utazás a Hold körül, Budapest, Népszabadság Zrt., 2008, ISBN 978 963 9709 65 2,
- Utazás a Hold körül, fordította: Kilényi Mária, Budapest, Népszabadság Kiadóvállalat., 2008, a regény a tizenhat kötetes Verne Gyula-sorozat kilencedik könyve volt, ISBN 978-963-9709-65-2
- Utazás a Holdba. Utazás a hold körül,  fordította: Kilényi Mária, Szeged, Jonatán Könyvmolyképző, 2010, ISBN 978 963 245 166 4

## Feldolgozások
- Jacques Offenbach 1875-ből származó Le voyage dans la lune című operettje a téma szabad adaptációja. Három utazót üreges héjú ágyúval lőnek a Holdra. Verne eredetileg plágium miatt pereskedni akart, de nem tette meg.
- Az Utazás a Holdba (eredeti cím: Le Voyage dans la lune) 1902-ben bemutatott fekete-fehér tudományos-fantasztikus némafilm. A film története két népszerű regényen alapszik: Jules Verne Utazás a Holdba és H. G. Wells Emberek a holdban című művén. A filmet Georges Méliès írta és rendezte testvére, Gaston segítségével.[33] A 8:25 hosszú film megtekinthető.[34]
- Utazás a Holdba (film, 1902)
- Excursion to the Moon (1908)[35]
- From the Earth to the Moon (1958)[36]